# Король Лев (франшиза)
«Король Лев» (англ. The Lion King) — діснеївська франшиза, що включає серію фільмів та додаткові медіа. Успіх анімаційного оригінального американського художнього фільму 1994 року «Король Лев», знятого Роджером Аллерсом і Робом Мінкоффом, привів до прямого відеосиквелу та приквелу, фотореалістичного анімованого ремейку в 2019 році тощо. Франшиза є однією з найкасовіших медіафраншіз усіх часів. Вся франшиза загалом отримала нагороду «ЕҐОТ», тобто здобула чотири найбільші нагороди американського шоу-бізнесу.
Франшиза переважно обертається навколо прайду левів, які спостерігають за великою смугою африканської савани як за своїм «королівством», відомим як Землі Прайду, з їхнім лідером Сімбою, Королем Левом. Перші три анімаційні повнометражні фільми широко відомі тим, що на них вплинули твори Вільяма Шекспіра, а також інші роботи, засновані на його матеріалі. Це одна з найприбутковіших франшиз «Walt Disney», доходи якої, за оцінками, перевищують 11,6 млрд. доларів станом на 2019 рік.